# Nikola Cvetinović
Nikola Cvetinović (19 de diciembre de 1988, Loznica, Serbia), es un baloncestista serbio. Con una altura de 2.03 metros, juega en la posición de ala-pívot y actualmente lo hace en las filas del Okapi Aalstar de la BNXT League.

## Carrera deportiva
Formado en Estados Unidos en la Universidad de Akron (Ohio), donde disputó la Division I de la NCAA con los Akron Zips. En la temporada de su graduación, 2011/12, promedió 9.9 puntos y 5.3 rebotes y fue elegido en el tercer mejor quinteto de su conferencia.
Inició su carrera profesional en 2012/13 en Chipre, jugando para el AEK Larnaca. En la siguiente campaña firma con el JBC MMCITÉ Brno, club de la liga checa, hasta recalar a mediados de diciembre en el CB Valladolid de LEB Oro española, donde concluye la temporada 2013/14 con medias de 6.5 puntos y 2.1 rebotes.
En enero de 2015 firma con el Unión Financiera Oviedo para completar la temporada 2014/15 también en LEB Oro, promediando 12 puntos y 3.7 rebotes.
Inicia la temporada 2015/16 en las filas del BC Dzukija, club de la liga LKL lituana, pero tras disputar únicamente dos encuentros causa baja tras sufrir una lesión de rodilla. En febrero de 2016 se incorpora al Inter Bratislava de la liga eslovaca, registrando medias de 10.5 puntos y 4.9 rebotes.
En la temporada 2016/17 regresa a España y firma con el Araberri Basket Club de LEB Oro, donde alcanza medias de 11 puntos y 6 rebotes. Sin abandonar ni el país ni la competición, disputa las dos siguientes campañas (2017 a 2019) con Palencia Baloncesto, promediando en el conjunto de ambas 10.3 puntos y 3.3 rebotes, y seguidamente otras dos (2019 a 2021) con CB Almansa, mejorando sus prestaciones hasta los 14.8 puntos y 4.5 rebotes.
El 4 de enero de 2022, firma por el Okapi Aalstar de la BNXT League.

## Trayectoria
- AEK Larnaca (2012-2013)
- BC Brno (2013)
- CB Valladolid (2013-2014)
- Oviedo Club Baloncesto (2015)
- BC Dzūkija (2015)
- Inter Bratislava (2016)
- Araberri Basket Club (2016-2017)
- Trapa Palencia (2017-2019)
- CB Almansa (2019-2021)
- Okapi Aalstar (2022-)